# Castigo (film 1930)
Castigo (Min and Bill) è un film del 1930, diretto da George W. Hill. La sceneggiatura, firmata da Frances Marion e Marion Jackson, si basa sul romanzo Dark Star di Lorna Moon, pubblicato a Indianapolis nel 1929.
Marie Dressler, protagonista del film, era all'epoca - all'età di sessant'anni - la più importante star della MGM: ognuna delle sue pellicole durante gli anni della Depressione, fu un trionfo al botteghino e, con il ruolo di Min, vinse quell'anno l'Oscar alla miglior attrice.
Nel 1931, la MGM produsse la versione in spagnolo di Min and Bill, La fruta amarga. Il film fu diretto da Arthur Gregor e interpretato da Virginia Fábregas e Juan de Landa.

## Trama

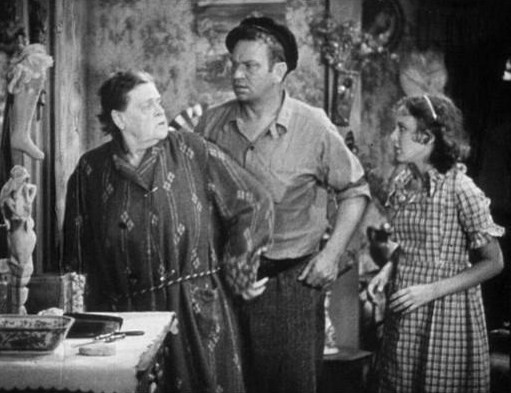
Marie Dressler, Wallace Beery e Dorothy Jordan

Min Pivot, proprietaria di un albergo sul lungomare, ha come compagno Bill, un pescatore. La donna, dura e tosta, si prende cura di Nancy, una ragazza abbandonata dalla madre quand'era ancora bambina. Le autorità locali, però, che reputano l'albergatrice non adatta al compito di madre, affidano Nancy alla famiglia del preside, pur se la ragazza vorrebbe rimanere con Min. Rispunta fuori, dopo tanti anni, Bella, la madre di Nancy ma Min la rispedisce a San Francisco.
Facendo molti sacrifici, Min mette da parte il denaro per mandare Nancy al college. Lì, la ragazza si innamora di Dick che, pur se di famiglia ricca, vuole sposarla nonostante la differenza di ceto sociale. Quando Bella scopre del fidanzamento della figlia, si fa avanti: vuole rivelare a tutti di essere lei la vera madre, così potrà beneficiare dei soldi del genero. Tra Min e Bella scoppia una rissa: Min è colpita dall'avversaria, ha il volto bruciato. Per fermare Bella, non può far altro che spararle. Mentre la figlia parte per la luna di miele, Min viene portata via dalla polizia.

## Produzione
Il film fu prodotto dalla Metro-Goldwyn-Mayer (MGM) (controlled by Loew's Inc.)

### Cast
- Marie Dressler e Wallace Beery:

Marie Dressler (1868–1934) e Wallace Beery (1885–1949) furono protagonisti nel 1932 di Tugboat Annie, un film che riprendeva in parte i personaggi di Min and Bill. I due attori apparvero ancora insieme in un altro film, prodotto sempre dalla MGM, Dinner at Eight (che in Italia fu distribuito con il titolo Pranzo alle otto), dove la Dressler vestiva i panni di una signora dell'alta società e Beery quelli di un facoltoso uomo d'affari. Pranzo alle otto (1933) fu uno degli ultimi film di Marie Dressler, che morì nel 1934 all'età di 65 anni.

## Distribuzione
Distribuito dalla Metro-Goldwyn-Mayer (MGM) (controlled by Loew's Inc.), il film uscì nelle sale cinematografiche statunitensi il 29 novembre, dopo essere stato presentato in prima a New York il 21 novembre 1930.

## Riconoscimenti
- Premi Oscar 1931
  - Oscar alla miglior attrice (Marie Dressler)